# Krągłolistka cienka
Krągłolistka cienka (Gyroweisia tenuis (Schrad. ex Hedw.) Schimp.) – gatunek mchu należący do rodziny płoniwowatych (Pottiaceae Schimp.).

## Rozmieszczenie geograficzne
Występuje w Ameryce Północnej (Grenlandia, Kanada, Stany Zjednoczone), Europie, Azji (Bliski Wschód, Chiny), północnej Afryce.

## Morfologia
GametofitŁodyżka wysokości do 4 mm. Listki długości 0,25–1(1,4) mm, proste do skręconych w stanie suchym, rozpostarte gdy wilgotne.
SporofitPuszka zarodni bez perystomu.

## Ekologia
Rośnie na cienkiej warstwie gleby, w szczelinach skalnych, na piaskowcu lub skałach wapiennych. Występuje na wysokościach 75–1000 m n.p.m.

## Systematyka i nazewnictwo
Synonimy: Gymnostomum tenue Schrad. ex Hedw., Mollia tenuis (Schrad. ex Hedw.) Lindb.

## Zagrożenia
Gatunek został wpisany na czerwoną listę mchów województwa śląskiego z kategorią zagrożenia „VU” (narażony na wyginięcie, stan na 2011 r.). W Czechach nadano mu kategorię „DD” (o nieokreślonym zagrożeniu, wymagające dokładniejszych
danych, 2005 r.), na Słowacji kategorię „NT” (bliski zagrożenia, 2001 r.).